# ペダン星人
ペダン星人は、特撮テレビドラマ『ウルトラセブン』をはじめとするウルトラシリーズに登場する架空の宇宙人。別名は策略星人または策略宇宙人。

## 『ウルトラセブン』に登場するペダン星人
『ウルトラセブン』第15話「ウルトラ警備隊西へ（後編）」に登場。
「暗黒の星」と言われ、生物は存在しないと思われていた第8銀河系にあるペダン星の出身。後述するように実際の容姿は終盤に一瞬映るだけで不明であるが、能力は地球人への擬態や大円盤群の編成、そしてスーパーロボット・キングジョーの使役など、相当に高いことが描かれている。作中には上司と部下（地球人に擬態した者）の2人が登場する。
地球防衛軍のワシントン基地が打ち上げた観測用ロケットの調査資料の分析結果から、人類と同等かそれ以上の科学力を持つ生物の存在が確認される。観測用ロケットを侵略と誤認し、「地球に対して復讐する」という無電をワシントン基地に送ると、驚いたワシントン基地が国際防衛会議のために六甲山の防衛センターへ緊急招集されて極秘来日した地球防衛軍科学班のチーフたち（極秘のため、全員とも身分を偽っている）を、次々に暗殺する。さらにはキングジョーに地球防衛軍の潜水艦や防衛センターを襲わせる一方、自分たちにとって脅威となるペダン星の観測情報を持つワシントン基地の科学者のドロシー・アンダーソンを誘拐し、彼女に擬態して地球防衛軍基地に潜入する。地球防衛軍の動向を探っていたところをダン=ウルトラセブンに発見されると、キングジョーへの対抗兵器を地球防衛軍が開発していることを指摘し、自分と同じく異星人であるダンを仲間に誘ったうえ、やはり地球人はペダン星を侵略する気だと主張する。平和解決を望むダンが兵器開発を中止する代わりにペダン星人の地球撤退を提案すると、了承してドロシーの解放を約束するが、上司が美しい地球を欲しくなったこともあり、目的を地球侵略に変更する。
まもなくドロシーの記憶を抹消したうえで彼女を解放し、ダンとの約束を破って大円盤群を呼び寄せたうえ、キングジョーで神戸港を破壊していくが、アンヌによるショック療法でドロシーが記憶を取り戻し、彼女の協力で完成した「ライトンR30爆弾」によってキングジョーが破壊されると、その内部から円盤で宇宙へ逃走を図ったところをセブンのワイドショットで撃墜され、墜落先のキングジョーの残骸ごと大爆発する。その後、地球へ進行中だった大円盤群はペダン星へ引き返したことが、マナベとキリヤマの通信で明かされている。
- 声の出演：八代駿、田辺洋[出典 8]
- 実際の容姿は、ドロシーに擬態した人間体以外はほとんどシルエットでしか登場しないために判別しにくいが、円盤がワイドショットを浴びて爆発する船内のシーンで一瞬のみ触角と大きな耳を持つ頭部が視認できる[13]。2012年には、そのシーンを元に満田かずほ監督による監修を経てガシャポンの『HGヒーローズ』でフィギュア化され[17][18]、これまで謎とされていたものが明らかとなった[16]。
- 『ウルトラ怪獣大百科』のキングジョーの回では、ロケットの件を口実として最初から侵略目的で来たと解説された。

## 『ウルトラギャラクシー大怪獣バトル NEVER ENDING ODYSSEY』に登場するペダン星人
名称の表記は公式サイトに基づく。

### レイオニクスハンター・ダイル
『ウルトラギャラクシー大怪獣バトル NEVER ENDING ODYSSEY』第1話「レイオニクスハンター」から第11話「ある戦士の墓標」にかけて登場。資料によってはペダン星人ダイルと記述している。
レイオニクス討伐部隊に所属し、その中でもトップクラスの実力者。武器は高圧電流を流し込むペダンスティックと光線銃ペダンガン、一瞬で空間移動が可能な腕の転送装置。
惑星ハマーにおけるレイオニクスバトルによって故郷のペダン星が滅びたため、その歴史を変えようと50年後の未来から派遣された。レイオニクスバトラーに激しく憎悪の念を抱いており、レイをはじめとして全レイオニクスバトラーと彼らの操る怪獣を抹殺するという使命をおびている。
しかし、第6話でレイに命を助けられたことから心境に変化が生じたうえ、第10話で自身が操るキングジョーブラックが敗れたことからレイに無限の可能性を見出し、撤退をハーランに具申する。会談のためにレイを司令母船へ案内するが、計画を変更したハーランに反発して攻撃され、負傷する。人質にされていたZAPクルーを救出した際に一般部隊の銃撃で致命傷を負い、レイに未来を託して絶命する。墓標には形見となったヘルメットが置かれ、ZAPクルーから敬礼を受ける。
- 演：加藤厚成
- 漫画『大怪獣バトル ウルトラアドベンチャー』同様、外見は『ウルトラセブン』から変更され、地球人と同型という明確な姿が明らかになった。キール星人同様、映像作品において詳細な姿が描かれたのは今回が初めてである。
- 母船外での宇宙活動の際には、『ウルトラセブン』に登場する星人の頭部と同様の形状を持つヘルメットを着用している。
- デザインは後藤正行が担当した[27]。形状はオリジナルのシルエットを活かしている[27]。

### ハーラン司令
『ウルトラギャラクシー大怪獣バトル NEVER ENDING ODYSSEY』第10話「新たなる戦いの地平で」、第11話「ある戦士の墓標」で登場。資料によってはペダン星人ハーランと記述している。
惑星ハマーに派遣されたペダン星レイオニクス討伐部隊の女性最高司令官。ペダン星の科学力に絶対の自信を持っている。一般兵士と異なりヘルメットは着装せず、常に素顔を見せている。
ダイルの具申を受けてレイを迎え入れるが、実はペダン星上層部から「レイを洗脳してゴモラたち怪獣をペダン星の兵器にし、宇宙の覇権を握れ」との指令を受けており、実行のために一般部隊をスペースペンドラゴンに差し向けてZAPクルーを人質に取り、反対したダイルに重傷を負わせる。レイがゴモラを召喚すると、司令母艦からキングジョーブラックを主力とした大部隊を差し向け、レイを捕らえようとする。しかし、ダイルの犠牲によってZAPクルーが脱出した後、レイがゴモラ、リトラ、ミクラスを全力で向かわせたため、形勢は逆転する。それでも自分の敗北が信じられず戦闘を継続したために戦場からの脱出が遅れ、スペースペンドラゴンのペダニウムランチャーで吹き飛ばされてきたキングジョースカーレットの頭部の直撃により、死亡する。残った部隊もハマーから撤退する。
- 演：中丸シオン
- その後、衣裳は『ウルトラマンX』のギナ・スペクターのものに改造された[31]。

### ペダン星人 レイオニクスハンター
『ウルトラギャラクシー大怪獣バトル NEVER ENDING ODYSSEY』第6話「史上最強のレイオニクス」、第10話「新たなる戦いの地平で」、第11話『ある戦士の墓標』で登場。書籍ではペダン兵またはペダン兵士などの名前で表記されている。
レイオニクス討伐部隊の一般兵士であり、基本的には2人1組で行動する。ダイルと同じ型のヘルメットを着用しているが、常にバイザーを閉じており、劇中では素顔を見せることはない。武器はペダンショット。
- 後述の漫画『大怪獣バトル ウルトラアドベンチャー』に登場するペダン星人の一般兵と同じ服装をしている。
- 2014年の『ウルトラマンギンガS』に登場するチブロイドは、このキャラクターをもとにデザインされている[34]。

## 『大怪獣バトル ウルトラアドベンチャー』に登場するペダン星人
漫画『大怪獣バトル ウルトラアドベンチャー』に登場。
ナックル星人と戦争状態にあり、それを終結させるために主人公・御蔵イオのバトルナイザーの力を借りようとする。

## 『ウルトラマンジード』に登場するペダン星人
『ウルトラマンジード』第11話「ジードアイデンティティー」に登場。容姿は『ウルトラギャラクシー大怪獣バトル NEVER ENDING ODYSSEY』の登場個体と同様。
シャドー星人ゼナ率いるAIBの一員。オープンカフェにてくつろぐ伏井出ケイを、ゼナや愛崎モア、同僚たちと共に本部から地球人と同様のスーツ姿で監視するが、ウルトラマンベリアルとの超光速通信で監視に気づいたケイに監視用機器を破壊され、本部にまでおよぶその爆発に動揺する。

## 『ウルトラマンタイガ』に登場するペダン星人
『ウルトラマンタイガ』第4話「群狼の挽歌」、第17話「ガーディアンエンジェル」に登場。
第4話では、金属棒を武器とする宇宙人のチンピラとして、ヒュプナスやサーペント星人とともに3対1で宗谷ホマレと戦うが、圧倒される。
第17話では、怪獣誘導装置を盗んだミードを追っているヴィラン・ギルドの構成員として3体が登場。ハンマーや銃、槍状の武器を持つ。ミードから怪獣誘導装置を買い取ろうとするクカラッチ星人のもとへ乱入し、制止に入ったE.G.I.S.の面々も加わっての乱闘をウルトラマンタイガとデマーガの交戦中に繰り広げた結果、ホマレにトンファー型の電磁警棒の電撃で制圧され、クカラッチ星人と共に外事X課へ引き渡される。
- 声：峰晃弘（第17話）

### 『劇場版 ウルトラマンタイガ ニュージェネクライマックス』に登場するペダン星人
映画『劇場版 ウルトラマンタイガ ニュージェネクライマックス』に登場。
ロッド形状の武器で工藤ヒロユキたちを襲うが、湊イサミに倒される。

## 『ウルトラマンデッカー最終章 旅立ちの彼方へ…』に登場するペダン星人
映画『ウルトラマンデッカー最終章 旅立ちの彼方へ…』に登場。
プロフェッサー・ギベルスが引き連れる異星人軍団の一員であり、クカラッチ星人・ゼラン星人・ガルメス人らとともに構成される4人組の小隊を率いる。
- 声：団長安田[43]

## その他
- 『ウルトラマン』第18話に登場するザラブ星人は、「母星と同じ第8銀河にあるペダン星」という台詞を発する。
- 『ウルトラマンタロウ』放送当時の学年誌の記事[要文献特定詳細情報]の裏設定では、怪獣軍団がタロウを倒すために地球へ送り込む怪獣を選ぶ際にキングジョーが候補に挙がり、ペダン星人に制作するよう問い合わせたところ、「ペダン星の科学力を持っても1体を製作するのに3年かかる」と答える。
- 映画『ウルトラマンZOFFY ウルトラの戦士VS大怪獣軍団』でもキングジョーを操って地球を襲撃し、セブンと戦う。映像は『ウルトラセブン』の流用だが、台詞は新録されている（声は同作でウルトラセブンの声を担当した小滝進）。
- 漫画『ウルトラマンSTORY 0』では、素体状態のキングジョーを操ってバッファロー星の侵略を企むが、セブンに阻止されて敗れる。詳細な素顔が描かれているシーンもあるが、デザインは『ウルトラセブン』とも後の『大怪獣バトル』のものとは異なる。
- 『ウルトラゾーン』第19話・第20話「最後の攻撃命令」（前編、後編）に登場するキングジョーに搭乗する洋子（演：石橋けい）は、劇中で出身星は明かされず関連書籍にも記載はないが[44][45]、BD/DVD第5巻映像特典「ドラマ班 田口組メイキング後編」や『円谷プロ全怪獣図鑑』（2013年、小学館）では洋子 / ペダン星人と表記されている[46][47]。
- 『ウルトラマンプレミアステージ3』では、女性司令官のシャーラン（演：内田ゆか）が登場。衣装はハーランのものを踏襲している[48]。
- 『ウルトラマンX』第11話では、キングジョーが登場した際にペダン星人の存在が言及されているが、直接登場はしていない（キングジョーの内部には生命反応がないと解析されていた）。
- 漫画『酩酊!怪獣酒場』では、『ウルトラセブン』を元にしたデザインで登場。キングジョーと遊園地で偶然出会い、本来感情を持たないはずのキングジョーが「楽しむ」ための施設である遊園地にいることを訝しむ。キングジョーを対等な存在として扱う、うるまに呆れ去っていった。